# دانشگاه هنگ دوک
دانشگاه هنگ دوک (به لاتین: Hồng Đức University) یک دانشگاه در ویتنام است که در تان هوا واقع شده‌است.